# Un amour interdit
Un amour interdit je francouzsko-italský hraný film z roku 1984, který režíroval Jean-Pierre Dougnac podle povídky Nalezenec (Der Findling) od Heinricha von Kleista. Snímek měl světovou premiéru na filmovém festivalu v Taormině dne 21. července 1984.

## Děj
Nicolo je nalezenec a adoptované dítě. Vytrvale navštěvuje klášter, trochu kvůli náboženství, hodně kvůli biskupově milence, krásné Averii.

## Obsazení
| Brigitte Fossey   | Elvire    |
| Fernando Rey      | Piacchi   |
| Emmanuelle Béart  | Constanza |
| Roger Planchon    | biskup    |
| Agostina Belliová | Averia    |